# Burg Borgholt
Die Burg Burgholt ist eine abgegangene hochmittelalterliche Burg im Ortsteil Ardorf im Südwesten der Kreisstadt Wittmund im nordwestlichen Niedersachsen.

## Geschichte
Zu der Burg ist keine historische Überlieferung bekannt. Sie liegt an der Grenze zwischen dem Harlingerland und Östringen. Deshalb existiert die Hypothese, dass sie mit der Burg identisch ist, welche die Harlinger 1149 auf ihrem Feldzug gegen die Östringer belagert haben. Nicht auszuschließen ist auch eine Beteiligung der Grafen von Oldenburg am Bau der Burg, da diese damals auch über die Grafenrechte im Harlingerland verfügten.

## Beschreibung
Nach den Ergebnissen der archäologischen Ausgrabungen von 1972/73 ist im 12. Jahrhundert zunächst eine ebenerdige Befestigung mit Bohlenreihe und davor liegendem Spitzgraben angelegt worden. In der nächsten Bauphase ist ein Wall angeschüttet und der Graben vertieft worden.
Die Burganlage besteht aus zwei fast gleich großen, rechteckigen Bereichen von ca. 20 × 30 m Ausmaß, die von einem Graben getrennt werden. Sie sind durch einen gemeinsamen Graben von ca. 70 × 45 m Größe eingefasst. Grabenansätze im Osten und Westen lassen einen weiteren Graben, der vielleicht das nördliche Vorgelände umschloss, vermuten. Der östliche Teil besaß vermutlich die Rolle der Vorburg sein und ist kaum noch erhöht. Der westliche Teil, die Hauptburg, erhebt sich noch etwa 2 m über die Umgebung. Auf drei Seiten sind 3noch Reste von Außenwällen vorhanden. Eine Bebauung im Inneren der Hauptburg konnte nicht festgestellt werden. Holzpfosten deuten jedoch Konstruktionen auf den Wallabschnitten im Westen, Südwesten und Südosten an. Im Westen stand eine Art Holzturm, der einmal erneuert worden sein muss. In einer zweiten Bauphase ist im frühen 14. Jh. im südlichen Abschnitt ein 6 × 8 m großer Fachwerkbau auf Schwellbalken entstanden. Auf der Vorburg entstand zur selben Zeit in gleicher Bauweise ein hufeisenförmiger, nach Norden offener Gebäudekomplex.